# Cirrospilus niger
Cirrospilus niger is een vliesvleugelig insect uit de familie Eulophidae. De wetenschappelijke naam is voor het eerst geldig gepubliceerd in 1889 door Howard.